# Valerià Parera i Sans
Valerià Parera i Sans   (Terrassa, 6 de febrer de 1942 - Terrassa, 5 de març de 2014) va ser un jugador i entrenador de billar conegut com el Mestre Parera.
Gran difusor i promotor del billar a Catalunya, competí en la màxima categoria de totes les modalitats del joc. Jugà al Casino del Comerç de Terrassa i al Club Billar Granollers. Fou campió (1991) i subcampió (1986, 1987, 1990) d'Espanya de la modalitat lliure i disputà el Campionat d'Europa de l'especialitat (1992). El 2006 deixà de competir oficialment i es va jubilar finalment com a professor el juliol de 2010. També es va dedicar a fer exhibicions (fou un actiu participant del programa de TV3, Nadal a tres bandes) i a realitzar caramboles artístiques i recreatives. Fundà l'Escola de Billar Valerià Parera de Terrassa (2000). Ha publicat Billar artístico, iniciación (1974), Billar con efecto i afecto (1987), Billar a tres bandas (1996), Billar. Mis jugadas favoritas (2001) i Billar. Modalidad a la banda (2010). Gran estudiós del billar, posseïa una col·lecció de llibres de billar molt important. Rebé el Premi Nacional de Billar en la categoria d'Or de la Reial Federació Espanyola de Billar (2001), el Premi Internacional Sports-Movies de televisió i la medalla de la ciutat de Terrassa al mèrit Esportiu (2009), entre d'altres.
Es va casar amb María Luisa Fernández Tirante i van tenir dos fills, Marisa i Valeriano.